# EM Волос Вероники
EM Волос Вероники (лат. EM Comae Berenices) — одиночная переменная звезда в созвездии Волос Вероники на расстоянии приблизительно 26683 световых лет (около 8550 парсек) от Солнца. Видимая звёздная величина звезды — от +15,8m до +14,8m.

## Характеристики
EM Волос Вероники — жёлто-белая пульсирующая переменная звезда типа RR Лиры (RRAB)* спектрального класса F5. Эффективная температура — около 6248 K.